# Olympic Football Club de Niamey
L'Olympic Football Club de Niamey è una società calcistica con sede a Niamey, in Niger.
Fondato nel 1974 il club milita nella massima serie nigerina.

## Palmarès
- Niger Premier League: 12

1966, 1967, 1968, 1969, 1970
1976, 1977, 1978, 1989, 1998, 1999, 2012.
- Niger Cup: 5

1975, 1977, 1990, 1991, 2003.

## Partecipazioni alla CAF Confederation Cup
- CAF Confederation Cup: 1 partecipazione

2000 - Turno preliminare

## Rosa
| N. |                  | Ruolo | Calciatore      |
| -- | ---------------- | ----- | --------------- |
| 2  | Niger (bandiera) | D     | Amadou Kader    |
| 3  | Niger (bandiera) | D     | Komla Galey     |
| 4  | Niger (bandiera) | D     | Idrissa Halidou |

| N. |                  | Ruolo | Calciatore       |
| -- | ---------------- | ----- | ---------------- |
|    | Niger (bandiera) | D     | Mohamed Soumaïla |
|    | Niger (bandiera) | C     | Inoussa Hassane  |
|    | Niger (bandiera) | C     | Ganiyu Tijani    |